# Хеймаркетская бойня

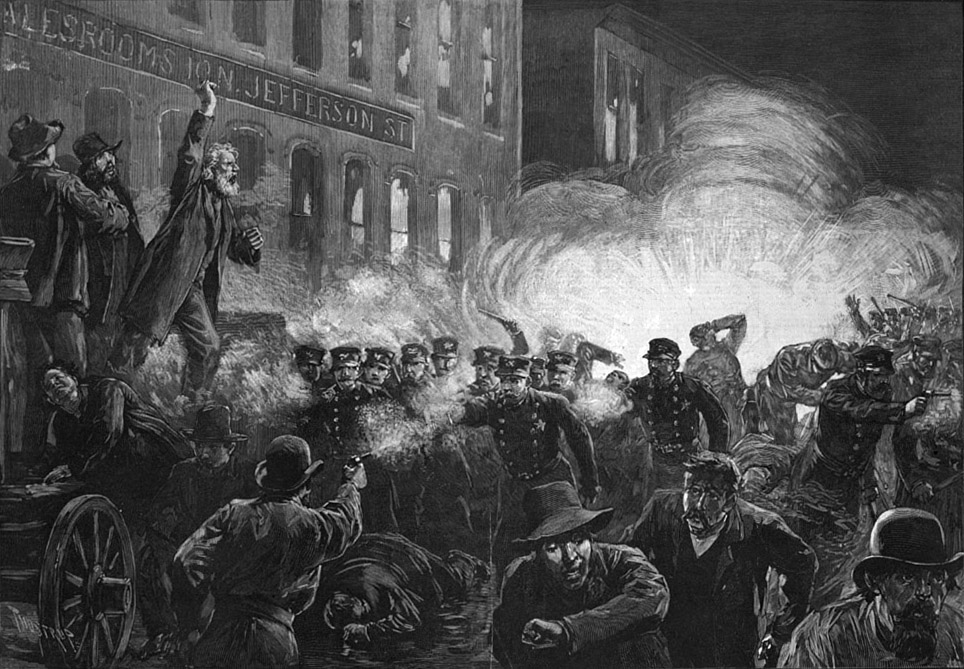
Гравюра 1886 года

Хеймаркетская бойня, демонстрация на площади Хеймаркет (англ. Haymarket affair, Haymarket riot или Haymarket massacre) — демонстрация (митинг) рабочих на площади Хеймаркет (англ. Haymarket — «Сенной рынок») в Чикаго 4 мая 1886 года против полицейской жестокости: 3 мая полицейские убили четырёх и ранили несколько десятков рабочих.
Во время этой демонстрации в полицейский отряд была брошена бомба; было убито несколько полицейских и рабочих, после чего стражи порядка открыли огонь по митингующим. Это событие послужило поводом для ареста 8 анархистов и по приговору суда 11 ноября 1887 года четверо из них были повешены.

## История событий

### Забастовка 1 мая 1886 года
1 мая 1886 года чикагские рабочие организовали массовую забастовку с требованием 8-часового рабочего дня. Условия труда в то время были тяжёлыми: низкая заработная плата, продолжительность рабочего дня в 12—15 часов, использование детского труда, отсутствие социальных гарантий. В забастовке участвовало 350 тысяч американских рабочих, в том числе в Нью-Йорке — 10 тысяч, в Детройте — 11 тысяч, центром сопротивления стал Чикаго, в котором в забастовке участвовало около 40 тысяч рабочих.
После первомайской забастовки на одном из заводов Чикаго были уволены 1,5 тысячи рабочих. Возмущённые рабочие объявили ещё одну забастовку. Через два дня на завод прибыли штрейкбрехеры. Их встретили митингом у проходной, но полиция разогнала его, используя оружие. Четыре человека были убиты, десятки ранены.

### Митинг на Хеймаркет-сквер
Возмущённые актом полицейского насилия, местные анархисты напечатали и распространили листовки, призывающие на митинг на площади Хеймаркет-сквер, которая на тот момент была большим торговым центром. Вечером 4 мая на Хеймаркет-сквер на митинг против террора полиции собралась огромная толпа, в том числе женщины и дети. Около 10 часов вечера пошёл проливной дождь, люди начали расходиться. Толпа была настолько спокойна, что подошедший посмотреть на митинг мэр Чикаго ушёл домой. Сразу после ухода мэра на площадь вступил отряд полиции, потребовавший очистить её. Выступавший в это время анархист Филден успел лишь сказать, что это мирный митинг, и тут человек из толпы, как предполагается, провокатор, бросил бомбу, взрыв которой убил нескольких полицейских. Полиция стала стрелять в толпу: 4 человека было убито и ранено несколько десятков рабочих. От «дружественного огня» пострадало и много полицейских — полицейские при стрельбе в темноте попадали друг в друга.

### Суд, казни и извинения

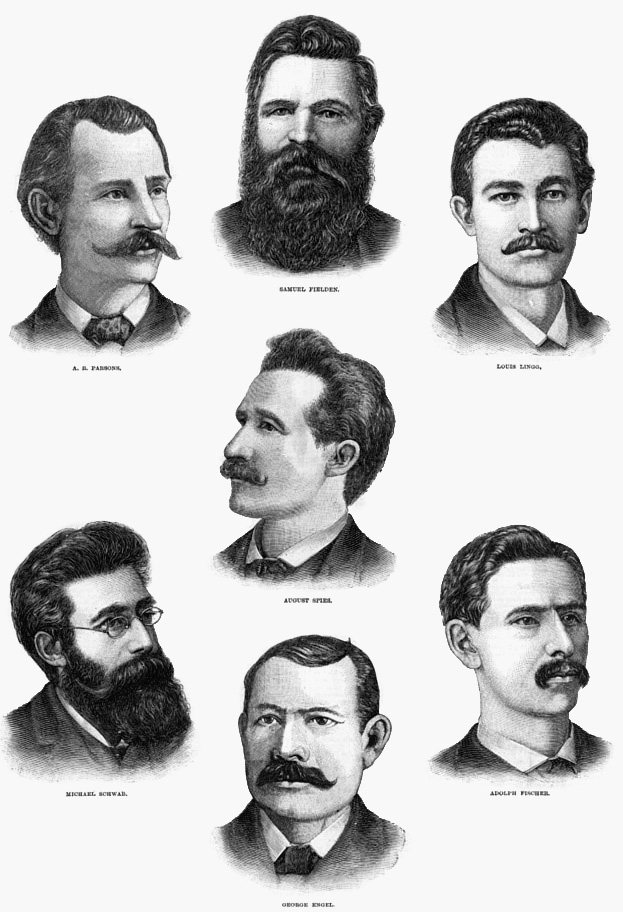
Жертвы событий на Хеймаркете — семеро анархистов

На следующий день власти разгромили рабочие клубы, арестовали и подвергли пыткам сотни «подозрительных», заставляя доносить друг на друга. В результате этой карательной операции под суд попали восемь анархистов: Август Спис, Альберт Парсонс, Адольф Фишер, Джордж Энгел, Луис Лингг, Михаэль Шваб, Самуэль Филден и Оскар Неебе.
На самом деле никого из них, кроме Филдена, на митинге не было, поэтому после того, как главный свидетель признался в оговоре, при повторном слушании, когда троим из них смертную казнь заменили каторгой, их обвинили в подстрекательстве: присяжные посчитали, что неизвестный террорист действовал под впечатлением их речей. Американская пресса набросилась на всех левых без разбора. Судьи и присяжные были настроены против обвиняемых, личность бросившего бомбу даже не пытались установить, прошения о проведении суда над каждым обвиняемым отдельно были отклонены. Линия обвинения строилась на том, что раз обвиняемые не приняли мер к розыску террориста в своих рядах, значит, они были в сговоре с ним. Неебе на суде назвал руководителя следственной бригады Майкла Шаака преступником и главарём банды грабителей, тот рассмеялся в ответ. Впоследствии Шаак опубликовал книгу «Анархия и анархисты», в которой последние представлены как психически ненормальные люди, агенты иностранных разведок.
11 ноября 1887 четверых анархистов повесили, один (Лингг) покончил с собой накануне. На казнь их вывели в белых робах, они пели «Марсельезу», гимн международного рабочего движения. Членов семей приговорённых к казни, попытавшихся подойти посмотреть в последний раз на своих родственников, арестовала полиция. Перед казнью один из приговорённых к повешению, Август Спис, крикнул:

Придёт день, когда наше молчание окажется мощнее ваших криков!

Лингг, Спис, Фишер, Энгел и Парсонс похоронены на городском кладбище города Форест-Парк, пригорода Чикаго. Остальных уже в 1893 году освободили: было официально признано, что все восемь осуждённых были невиновны, они стали жертвой полицейской провокации. 26 июня 1893 года губернатор штата Иллинойс Джон Питер Альтгельд подписал официальные извинения троим оставшимся в живых — Филдену, Неебе и Швабу. Губернатор указал, что реальной причиной взрыва стала неудача властей Чикаго в освобождении полицейских агентов от ответственности за расстрел рабочих. Начальник полиции, отдавший приказ открыть огонь, позднее был осуждён за коррупцию. Полицейский провокатор, бросивший бомбу, так и не был выявлен.
Из подсудимых только Филден и Парсонс были этническими англичанами, все остальные — выходцами из Германии, из которых только Неебе родился в США, а другие были иммигрантами. Это обстоятельство, а также то, что сам митинг и анархистские публикации были адресованы немецкоязычным рабочим, обусловили то, что американская публика в большинстве своём проигнорировала произошедшее и благосклонно отнеслась к последовавшим казням; если где-то происходило оживление рабочего движения в поддержку подсудимых, то за рубежом — в Европе. Нагнетавшиеся властью среди общественности настроения считаются предвестником «Красной угрозы», первой масштабной политической «охотой на ведьм» в США. Вместо памятника восставшим на месте произошедшего был воздвигнут памятник чикагским полицейским (который впоследствии подвергался актам вандализма и в итоге был взорван неизвестными в 1969 году), памятник участникам восстания появился только в 2004 году.

## Память

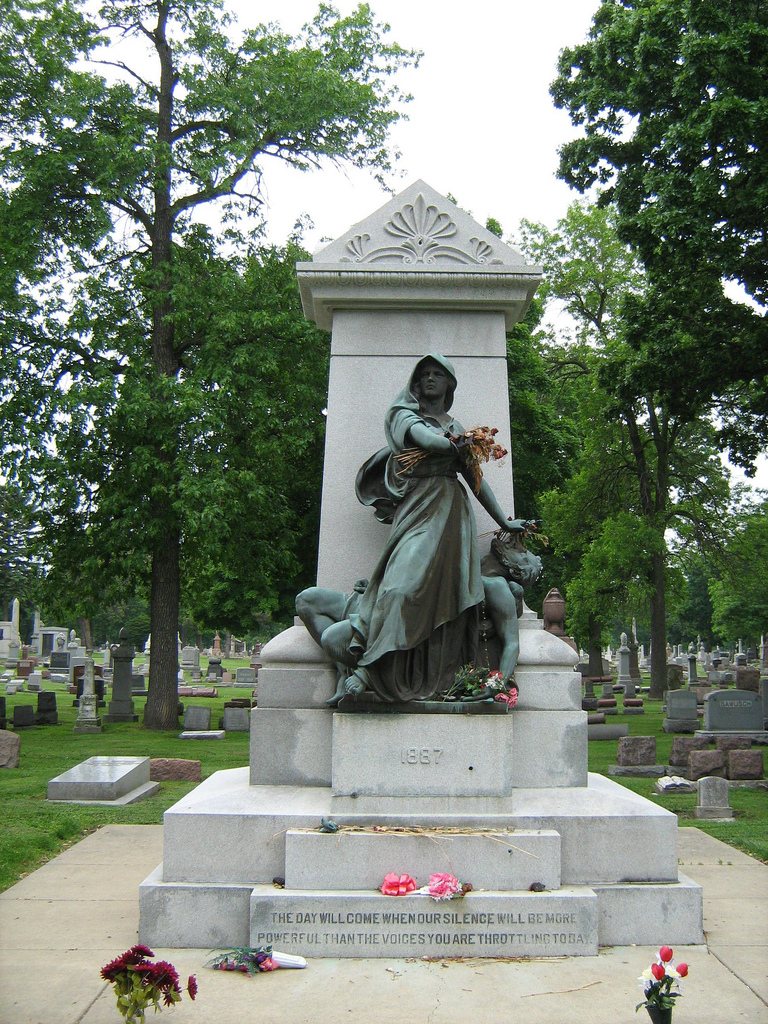
Памятник мученикам Хеймаркета на кладбище Forest Home

### День международной солидарности трудящихся
В память об этом событии первым Парижским конгрессом II Интернационала в июле 1889 года было принято решение о проведении ежегодных демонстраций в день 1 мая. Этот день был объявлен международным праздником всех трудящихся.
День международной солидарности трудящихся (Первомай) отмечается в 142 странах и территориях мира 1 мая или в первый понедельник мая. В некоторых странах День труда отмечается в другое время — к ним относятся, например, США, Япония, Австралия и Новая Зеландия. Более чем в 80 государствах (включая Индию) День труда не отмечается. В Израиле до 1977 года 1 мая являлось официальным праздником. В 1977 году после поражения Партии труда на выборах и прихода Ликуда к власти праздник был официально отменён, но до сих пор жители Израиля, желающие отмечать этот праздник, имеют такую возможность. Ежегодные первомайские демонстрации проводятся в Тель-Авиве, Назарете и некоторых других городах Израиля.

### Памятники
14 сентября 2004 года была установлена мемориальная скульптура, созданная Мари Броггер. Бронзовая скульптура, предназначенная стать центральным элементом планируемого Парка Труда, призвана символизировать свободу слова, как на митинге на Хеймаркете. Планируемый ансамбль должен был включать стену памяти, памятные таблички, но до 2007 года строительство ещё не началось.

### Восьмичасовая песня
Во время массовых возмущений по стране распевали «Восьмичасовую песню»:

Мы хотим этот мир переделать,
Надоел рабский труд за гроши,
Мы устали корпеть и ни часу
Не иметь для себя, для души.
Мы хотим любоваться солнцем
И вдыхать ароматы цветов.
И мы знаем: сам Бог повелел нам
Трудиться восемь часов.
Оригинальный текст (англ.)We mean to make things over, we are tired of toil for naught,
With but bare enough to live upon, and never an hour for thought;
We want to feel the sunshine, and we want to smell the flowers,
We are sure that God has will'd it, and we mean to have eight hours.

## Роль в истории анархизма
Хеймаркетское дело играло важную роль в развитии анархистского движения во всем мире. Причиной ареста подсудимых и сутью предъявленных им обвинений был именно факт их принадлежности к анархистам. Государственный обвинитель Джулиус Гриннелл разработал стратегию, призванную предать анархизм суду. Подсудимые дали достойный ответ. Альберт Парсонс, самый харизматичный из так называемых чикагских мучеников, в восьмичасовом обращении к суду доказывал, что они арестованы за убеждения, а не за совершенные деяния. Его соответчики также выступили с пламенными речами, в которых объясняли и защищали анархизм, а не просто настаивали на своей невиновности.  Уже стоя на эшафоте, за секунду до того, как открылся люк, Энгель крикнул: «Да здравствует анархия!» Последние слова Энгеля и трех других казненных были широко растиражированы в анархистских журналах.

## В культуре
История массовой забастовки рабочих в Чикаго 1 мая 1886 года положена в основу романа Г. Свиридова «Приговоренные к бессмертию» (1966).